# Байка (Ель Греко)
«Байка» (ісп. La fábula) — картина Ель Греко. Створена близько 1580 року. Зберігається у Національному музеї Прадо в Мадриді.

## Опис
Унікальна в своїй загадковості, ця робота була, скоріше за все, першим варіантом цього сюжету, написаного Ель Греко, і найбільш ясним і яскравим серед усіх. У центрі композиції знаходиться фігура, можливо, жіноча. Обличчя жінки освітлене вугликом, який вона роздмухує, аби запалити свічку. Картина, можливо, є відтворенням роботи грецького художника Антіфілуса, якого вихваляв Пліній Старший в своїй «Природничій історії» за здатність передавати світіння палаючого вугілля. З іншого боку, це може бути алегорія, в якій мавпа, з осмисленим поглядом повторюючи жест центральної фігури, можливо, символізує живопис, що є імітацією реальності, або ж алюзія на іскру, як на символ сексуального бажання, яке може спалахнути полум'ям навіть від легкого подуву. Цілком ймовірно, що у творі міститься усього потроху — це й алегорія, й карикатура, й жанрова сценка, й моральна настанова. Віртуозність художника в тому, як він поводиться з кольором і світлом, виявилась у зображенні відблисків вогню.